# Johanna Gapany
Johanna Gapany (Riaz, 25 juli 1988) is een Zwitserse politica voor de Vrijzinnig-Democratische Partij.De Liberalen (FDP/PLR) uit het kanton Fribourg. Zij zetelt sinds 2019 in de Kantonsraad en was bij haar verkiezing de jongste senator ooit van Zwitserland.

## Biografie

### Opleiding
Johanna Gapany studeerde aan de Haute école de gestion de Fribourg in Fribourg.

### Lokale en kantonnale politiek
Ze zette haar eerste stappen in de politiek in het kader van het protest tegen de fusie tussen de gemeentes La Tour-de-Trême en Bulle, die per 1 januari 2006 toch doorgang vond. In 2007 werd zij lid van de kantonnale jongerenafdeling van de radicaal-liberalen, waarvan zij drie jaar later ook voorzitster zou worden. In 2012 werd zij verkozen als gemeenteraadslid van Bulle en werd zij vicevoorzitster van de jongerenafdeling van de Vrijzinnig-Democratische Partij (FDP/PLR), wat ze zou blijven tot in 2016.
In 2016 werd zij verkozen in het stadsbestuur van Bulle en werd er bevoegd voor sport en publieke ruimtes. In datzelfde jaar werd zij gekozen in de Grote Raad van Fribourg, het kantonnaal parlement.

### Federale politiek
Bij de parlementsverkiezingen van 2019 stelde Gapany zich kandidaat voor een zetel in de Kantonsraad en werd zij een uitdager van de zittende senatoren Christian Levrat (SP/PS) en Beat Vonlanthen (CVP/PDC). Nadat zij in de eerste ronde met 19.534 stemmen op de derde plaats strandde, geraakte ze na het terugtrekken van de kandidaat van de SVP/UDC in de tweede ronde op 10 november 2019 alsnog verkozen met 31.129 stemmen. Gapany geraakte na Levrat als tweede senator verkozen met 138 stemmen meer dan Vonlanthen. Hiermee werd ze de eerste vrouwelijke senator van haar kanton Fribourg en de jongste senator ooit van Zwitserland. Bij de verkiezingen van 2019 behaalde Gapany's partij FDP/PLR 12 zetels, waarvan zij evenwel de enige vrouw is.